# Jutiapa (Honduras)
Jutiapa es un municipio del departamento de Atlántida en la República de Honduras.
En el año 2020 Jutiapa contaba con una población estimada de 37,761 habitantes, repartidos entre 18,766 hombres y 18,994 mujeres. 3,908 habitantes viven en la zona urbana del municipio y 34,224 en aldeas y caseríos. 
De la aldea Nueva Armenia es originario el boxeador Miguel "El Muñeco" González y los futbolistas Maynor Figueroa y Víctor Arzú.
Sus fiestas patronales son celebradas en el mes de agosto en honor a la Virgen del Tránsito.

## Toponimia
Su nombre proviene de Nahuatl que significa: En el rio de las flores

## Límites
| Orientación | Límite                           |
| ----------- | -------------------------------- |
| Norte       | Mar Caribe                       |
| Sur         | Municipio de Olanchito, Yoro     |
| Noreste     | Municipio de Balfate, Colón      |
| Sureste     | Municipio de Sonaguera, Colón    |
| Oeste       | Municipio de La Ceiba, Atlántida |

## Política
| Puesto      | Funcionario                    | Partido político       |
| ----------- | ------------------------------ | ---------------------- |
| Alcalde     | Óscar Arnulfo Ayala Bautista   | Partido Liberal        |
| Vicealcalde | Víctor Alonso Burgos Zelaya    | Partido Liberal        |
| Regidor 1   | Cindy Keyla Gutiérrez Cabrera  | Partido Liberal        |
| Regidor 2   | Santos Miguel Nataren Meléndez | Partido Nacional       |
| Regidor 3   | Miguel Ángel Molina Castro     | Partido Liberal        |
| Regidor 4   | Magdalena González Ávila       | Partido Nacional       |
| Regidor 5   | Marcela Alejandra Cubas García | Partido Liberal        |
| Regidor 6   | Denys Javier Romero Lemus      | Partido Nacional       |
| Regidor 7   | Pedro Orlando Fino Rodas       | Libertad y Refundación |
| Regidor 8   | Rutilio Núñez Henrriquez       | Partido Liberal        |